# Полін Адамс
Полін Форстолл Колклоу Адамс (нар. 29 червня 1874 — пом. 10 вересня 1957) — американська войовнича суфражистка ірландського походження, яка потрапила до в'язниці за свої політичні переконання.

## Раннє життя
Полін народилася в Дубліні, Ірландія. Вона переїхала до США у 1898 році, проживала в окрузі Брансвік, штат Північна Кароліна, пізніше оселилася в Норфолку, штат Вірджинія. Вона вийшла заміж за норфолкського лікаря Волтера Дж. Адамса; він відкрив медичну практику. У пари народилося двоє синів.
Лігу рівного виборчого права організували у Норфолку під час зборів у її будинку 18 листопада 1910 року. Її обрали першим президентом Норфолкської ліги. Вона перебувала на цій посаді два терміни, відмовившись балотуватися знову. На відміну від багатьох інших американських суфражисток, вона відстоювала войовничий підхід, уникаючи можливості виступити в дипломатичній манері під час інавгурації Вудро Вільсона у Вашингтоні. Її войовнича позиція спричинила розкол у Норфолкській лізі та принесла їй догану від штаб-квартири ліги в Ричмонді.

## Виборча діяльність
У серпні 1913 року Адамс була однією з 300 делегатів конференції з питань виборчого права у Вашингтоні; вона була однією з трьох членів від штату Вірджинія.
З 1917 по 1920 рік вона була президентом Норфолкського відділу Союзу виборчих прав жінок Конгресу. Адамс і дванадцять інших пікетувальниць заарештували «за спробу похизуватися своїми знаменами» перед трибуною Вудро Вільсона перед парадом виборчої служби 4 вересня 1917 року. Вони вибрали в'язницю замість штрафу у 25 доларів, їх відправили в робітний будинок в Оккоуквані, в окрузі Ферфакс, штат Вірджинія. Адамс проводила час в одиночній камері, без особистих засобів гігієни. Про бурхливу розмову між нею та суддею повідомлялося так:
|  | Міс Полін Адамс рішуче посварилась з суддею. «Я хочу сказати вам, — кричала міс Адамс, — демократія ніколи не буде пригнічена тюремними стінами.» «І я хочу сказати вам, — прогримів суддя П'ю, — виборче право ніколи не отримають, поки будуть переважати ці (ваші) методи.» «Але президент сказав — », сказала міс Адамс. «Але суди говорять, що ви не можете», відповів суддя. «Президент сказав», кричала міс Адамс, «Я можу пікетувати, але слово президента вище судів» «Двадцять п'ять доларів або шість днів», відповів суддя. |

Після звільнення Адамс, її та ще дев'ятьох інших пригостили вечерею в Cameron House у Вашингтоні. Газета повідомляла, що під час ув'язнення затримані взагалі не мали ніяких контактів із зовнішнім світом, у них не було доступу до книг чи письмових матеріалів. Їх звільнили 4 листопада 1917 року.
У грудні 1917 року вона та п'ятеро інших «пікетувальниць» подали апеляцію на рішення поліцейського суду. У ньому вони вказали, що їхніми правами «грубо знехтували в суді першої інстанції та що їм не надали справедливий і неупереджений судовий розгляд». Апеляція була успішною. «Суд вирішив, що інформація проти суфражисток була надто розпливчастою, загальною та невизначеною, щоб виправдати вирок».

## Інша діяльність
Адамс була есперантисткою.
У 1913 році вона винайшла дві популярні ігри про виборче право, які продавалися у Вірджинії та Меріленді; зібрані кошти були спрямовані на підтримку її виборчої діяльності.
Після ухвалення Дев'ятнадцятої поправки до Конституції у серпні 1920 року Адамс шукала нових викликів. У 1921 році вона склала адвокатський іспит і стала другою жінкою, яка займалася юридичною практикою в Норфолку. Вона також брала участь у політиці: працювала над кампанією Сари Лі Фейн і невдало балотувалась до міської ради. Вона померла від серцевої недостатності у 1957 році. Її поховали на цвинтарі Елмвуд в Норфолку.